# Casino Teatre Ceretà
El Casino Teatre Ceretà és una obra eclèctica de Puigcerdà (Baixa Cerdanya) inclosa a l'Inventari del Patrimoni Arquitectònic de Catalunya.

## Descripció
Edifici de planta baixa i sota-coberta, fent cantonada, amb dues façanes i portades d'accés. La façana principal, corresponent al teatre està composta per tres cossos, el central dels quals té una alçada superior que correspon a l'espai interior del teatre. L'accés és a través d'una escalinata, amb tres portalades, pilastres adossades i escuts al·legòrics al món del teatre. Presenta un frontó superior amb gran obertura d'arc rebaixat.
A la portada corresponent a la façana de la Rambla de Josep M. Martí també s'hi accedeix a través d'una escalinata i correspon a l'entrada al "Bingo" i al cafè. En l'angle que vertebra les dues parts de l'edifici hi ha una glorieta amb semicúpula sostinguda per dues columnes de ferro. Coberta general amb pissarra amb important ràfec sostingut amb mènsules ornamentades.

## Història

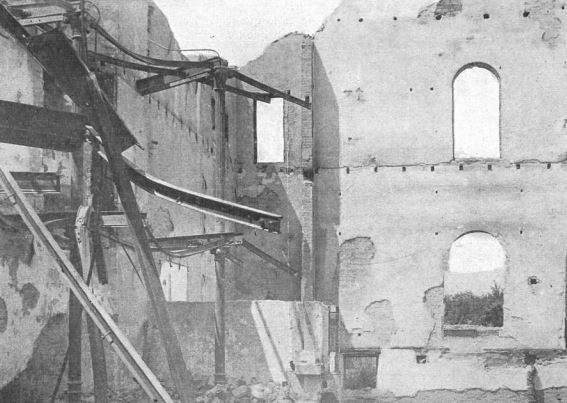
El Casino Ceretà després de l'incendi de 1904

El Casino Ceretà és la seu de l'associació del mateix nom fundada el 6 d'octubre de 1879. El primer edifici social edificat en aquests terrenys fou el construït amb plànols del mestre d'obres Calixte Freixa i Pla. Les façanes foren obra de Pau Montellà sota disseny de Ramon i Juli Borell essent inaugurat l'1 de gener de 1893. Aquest edifici resultà destruït per un incendi el 31 de juliol de 1904. Tot seguit s'efectuà l'actual edificació d'acord amb els plànols executats per l'arquitecte Josep Domènec i Estapà.